# Мішино (Нижньогородська область)
Мішино (рос. Мишино) — присілок в Чкаловському міському окрузі Нижньогородської області Російської Федерації.
Населення становить 4 особи. Входить до складу муніципального утворення Міський округ місто Чкаловськ.

## Історія
Раніше населений пункт належав до ліквідованого 2015 року Чкаловського району. До 2015 року входило до складу муніципального утворення Соломатовська сільрада.

## Населення
| 2002 | 2010 |
| ---- | ---- |
| 7    | ↘4   |